# Justicia gibsoniae
Justicia gibsoniae är en akantusväxtart som beskrevs av S.S.R. Bennet och S. Chandra. Justicia gibsoniae ingår i släktet Justicia och familjen akantusväxter. Inga underarter finns listade i Catalogue of Life.